# Лаґодехі
Лаґодехі (груз. ლაგოდეხი) — місто, адміністративний центр муніципалітету Лаґодехі, мхаре Кахеті, східна Грузія. Статус міста з 1962 року. Населення – 5918 (2014 р.). Розташоване в Алазанській долині, на південному підніжжі схилу Кахетського хребта, на берегах річки Лаґодехцкалі (права притока Мацімісцкалі), на автошляху Цнорі — Балакан (від міста магістраль проходить у напрямку Кварелі). 435 м над рівнем моря, від Тбілісі 165 км (повітряне сполучення з Тбілісі). Відстань до найближчої залізничної станції Цнорі – 38 км. Кордон з Азербайджаном розташовано на відстані близько 5 км на схід від міста.

## Клімат
Клімат помірний (помірно холодний взимку та теплий влітку). Середньорічна температура 12,6 °C, у січні - 0,9 °C, у серпні - 24 °C. Абсолютний мінімум - 23 °C, абсолютний максимум - 38 °C. Річні опади – 1080 мм.

## Історія
Лаґодехі відоме у джерелах також під назвами Лаґоеті, Лакуаті та Лакуасті. Перші згадки у VIII ст. (адміністративна одиниця долини Лакуасті), коли князь Арчілі звів там фортецю. В XI ст. там був один з визначних монастирів у Хереті. У місті є промислові підприємства, заклади охорони здоров’я, освіти та культури. Поблизу Лаґодехі розташований Лаґодехський заповідник. У Лаґодехі є резиденція єпархії Некресі.

## Уродженці
- Іса Асадулович Курамагомедов (1960—2020) — голова Гостомельського осередку Української Спілки ветеранів Афганістану, учасник війни в Афганістані.